# Herman van den Muijsenberg
J.H.A. (Herman) van den Muijsenberg (Den Haag, 5 augustus 1946) is een Nederlands politicus van de VVD.
Hij is afgestudeerd in de rechten en verving vanaf juli 1992 de Rotterdamse wethouder Ankie Verbeek-Ohr en na haar overlijden werd hij in oktober van dat jaar de wethouder voor 'Milieu, Buitenruimte en Verkeer en Vervoer' (MBVV). In 1994 kwam daar 'Personeel en Organisatie' bij en nadat wethouder René Smit in 1996 was opgestapt kreeg hij enige tijd 'Haven' erbij terwijl MBVV naar Sjaak van der Tak ging. In september 2000 volgde zijn benoeming tot burgemeester van Wassenaar. Begin oktober 2005 legde Van den Muijsenberg tijdelijk zijn functie neer nadat de gemeenteraad zijn manier van leidinggeven in twijfel trok vooral daar waar het ging om het uitvoeren van bezuinigingen. Zijn partijgenoot en oud-burgemeester van Zoetermeer Luigi van Leeuwen werd benoemd tot waarnemend burgemeester van Wassenaar. Begin 2006 vroeg Van den Muijsenberg ontslag aan om vervroegd met pensioen te gaan.